# Look for the Light (The Last of Us)
"Look for the Light" es el noveno y último episodio de la primera temporada de la serie de televisión de drama postapocalíptico estadounidense The Last of Us. Escrita por los creadores de la serie Craig Mazin y Neil Druckmann, y dirigida por Ali Abbasi, se emitió en HBO el 12 de marzo de 2023. En el episodio, Joel (Pedro Pascal) y Ellie (Bella Ramsey) llegan a Salt Lake City, Utah, en busca del hospital dirigido por las Luciérnagas, lideradas por Marlene (Merle Dandridge). Un flashback sigue a la madre de Ellie, Anna (Ashley Johnson), mientras da a luz.
El episodio se filmó en mayo de 2022 en Calgary y Grande Prairie, Alberta. Ashley Johnson, quien interpretó a Ellie en los videojuegos en los que se basa la serie, apareció como estrella invitada como Anna, la madre de Ellie; Mazin y Druckmann consideraron importante su inclusión debido a su proximidad a los juegos. Druckmann había concebido la historia de Anna para los videojuegos o medios relacionados, pero no se utilizó hasta la serie de televisión. El episodio recibió críticas positivas, con elogios por su dirección, cinematografía, banda sonora y actuaciones de Pascal, Ramsey y Johnson, aunque algunos críticos encontraron su ritmo apresurado. Fue visto por 8,2 millones de espectadores en su primer día.

## Trama
Una mujer embarazada, Anna, huye de un infectado que la persigue pero es mordida cuando da a luz a una niña a la que llama Ellie, infectando a Anna antes de que pueda cortar el cordón umbilical de Ellie. Son encontrados por Marlene y un grupo de Luciérnagas. Anna le ruega a Marlene que la mate y lleve a Ellie de regreso a Boston, Massachusetts, mintiéndole e insistiendo que fue mordida después de cortar el cordón umbilical de Ellie. Marlene duda antes de tomar a Ellie y ejecutar a Anna.
En el presente, Joel y Ellie llegan a Salt Lake City, Utah, en busca del laboratorio secreto de las Luciérnagas. Ellie, todavía traumatizada después de su encuentro con David, se muestra inusualmente taciturna hasta que se encuentran con una manada de jirafas, lo que le levanta el ánimo. Joel propone que regresen a la comunidad de Tommy en Jackson, Wyoming, y se olviden de su destino; Ellie responde que, después de todo lo que han pasado, quiere terminar su viaje. Joel habla sobre su intento de suicidio después de la muerte de Sarah y le pide a Ellie que cuente algunos chistes de su libro. Son emboscados por soldados de las Luciérnagas, quienes capturan a Ellie y dejan inconsciente a Joel.
Después de que Joel despierta en un hospital, Marlene explica que los médicos creen que el Cordyceps ha estado creciendo en el cerebro de Ellie desde su nacimiento, lo que le otorga inmunidad. Joel reconoce que esto significa que las Luciérnagas planean extirpar quirúrgicamente el cerebro de Ellie y matarla. Marlene ordena a dos soldados que escolten a Joel fuera de la ciudad; Joel los somete y los ejecuta y toma uno de sus rifles. Se mueve a través del hospital hasta la sala de operaciones, matando a la mayoría de los soldados de las Luciérnagas, incluidos aquellos que se rinden. Cuando el cirujano principal que opera a Ellie se resiste a entregarla, Joel le dispara en la cabeza. Él toma a Ellie inconsciente e intenta salir del hospital. Marlene los intercepta en el estacionamiento y le dice a Joel que todavía tiene tiempo de hacer lo correcto; le dispara. Marlene ruega por misericordia, pero Joel la mata, afirmando que perseguiría a Ellie si la perdonaban.
Ellie se despierta de la anestesia mientras Joel sale de la ciudad. Joel miente y le dice que las Luciérnagas encontraron a otras personas inmunes pero no pudieron crear una cura, y que escapó con Ellie después de que el hospital fuera atacado por asaltantes. Después de que su coche se estropea, caminan el resto del camino hasta Jackson. Ellie expresa su culpa por haber sobrevivido y, ante su insistencia, Joel jura que su historia sobre las Luciérnagas es cierta; Ellie duda antes de responder: "Está bien".

## Producción

### Concepción y escritura
"Look for the Light" fue escrita por los creadores de la serie The Last of Us, Craig Mazin y Neil Druckmann, y dirigida por Ali Abbasi.  Druckmann escribió y codirigió el videojuego en el que se basa la serie.  Abbasi fue anunciado como uno de los directores del programa en abril de 2021.  Mazin intervino después de que Abbasi contrajera COVID-19, dirigiendo algunas escenas con Johnson como Anna y Joel discutiendo su intento de suicidio;   este último fue grabado en el antepenúltimo día de producción de la temporada.
Los escritores siempre tuvieron la intención de incluir las escenas de Anna en la apertura fría del final; Mazin sintió que tuvo más impacto después de seguir el viaje de Ellie, particularmente después de sus acciones en el episodio anterior, y proporcionó más contexto a la decisión de Marlene más adelante en el episodio. Mazin consideró la imagen de Anna con un cuchillo mientras sostenía a Ellie "la Piedad de madre e hija más desquiciada que jamás hayas visto".  Druckmann identificó similitudes entre la mentira de Anna sobre cuándo fue mordida y la mentira de Joel sobre las Luciérnagas, y la aceptación respectiva de Marlene y Ellie de estas mentiras ya que las alternativas son insoportables. 
A Mazin le gustó la yuxtaposición de las acciones de Joel al conocer a Ellie (usar la violencia apuntándole con su arma) con sus acciones en el episodio final (usar la violencia para salvar a Ellie).  Druckmann y Mazin son fanáticos de Unforgiven (1992), una película de acción con poca violencia hasta su conclusión, lo que sintieron que se reflejó en la escena de acción de "Look for the Light". Druckmann encontró la escena más triste que épica, ya que trata más de proteger a Ellie que de matar soldados, como lo refleja la música. Mazin intentó varias variaciones de música para la secuencia, incluyendo pistas oscuras y llenas de acción; finalmente eligió la música "más triste" de Gustavo Santaolalla del juego.  En el juego, la música suena mientras Joel saca a Ellie del hospital; Mazin identificó la emoción de Joel durante la acción y las escenas de escape fueron finalmente las mismas.
Mazin quería presentar la escena de la jirafa de forma similar a la secuencia del juego, especialmente para los espectadores que no estaban familiarizados con el juego, ya que la encontraba "magnífica".  En el juego, Joel se vuelve más vulnerable con Ellie después de que ella le da una fotografía de su hija; Druckmann y Mazin sintieron que el momento no estaba tan arraigado en la serie de televisión y lo reemplazaron con la historia de Joel sobre su intento de suicidio, que insinuaron en el tercer episodio. La escena final de Marlene fue recreada de manera similar al juego, incluidas las decisiones de edición, ya que Mazin la encontró poderosa. Era fanático del final del juego y nunca consideró cambiarlo para la serie.  A petición de los ejecutivos de HBO, se filmó un final alternativo para preparar la segunda temporada, centrándose en el rostro de Joel antes de seguirlo a él y a Ellie mientras caminan hacia Jackson. Druckmann se opuso al final alternativo y Mazin lo encontró "suave" en contexto durante la edición, y fue eliminado. 

### Reparto y personajes
Ashley Johnson, quien interpretó a Ellie en los videojuegos, fue elegida como la madre de Ellie, Anna, en el episodio.  Druckmann no pudo explorar la historia de Anna en los juegos, pero consideró personalmente importante incluirla en la serie;  tras el lanzamiento del juego, escribió una historia corta sobre Anna, que posteriormente se pretendía adaptar a un cortometraje animado o de acción real, o lanzar como contenido descargable, pero "se vino abajo".   Mazin encontró la historia "hermosa" y perturbadora y exigió su inclusión en la serie.  Mazin y Druckmann pensaron simultáneamente en elegir a Johnson;  consideraron que su inclusión era importante debido a su relación con los juegos.  Abbasi dudaba en trabajar con actores de los juegos (también había trabajado con Troy Baker, quien interpretó a Joel en los juegos, en el episodio anterior), ya que temía que fuera un truco, pero descubrió que añadían autenticidad al proyecto. 
Johnson lloró después de que Druckmann le ofreciera el papel por mensaje de texto.  Observó algunas de las actuaciones de Ramsey para que coincidieran con los gestos de Ellie como Anna,  y se refirió a su estilo de combate original como Ellie para su escena de lucha con un infectado.  Vio videos de partos naturales para prepararse para el papel,  y recreó una carta del juego de Anna a Ellie y la guardó en su bolsillo como recordatorio de los orígenes del personaje.  El equipo de producción consideró vestir a Anna con pantalones, pero les pareció más lógico usar un vestido; Johnson sintió que sus colores brillantes reflejaban que el personaje "se aferraba un poco al viejo mundo".  Las escenas de Johnson se filmaron durante cuatro días.  Estaba nerviosa por trabajar en la serie sin Druckmann (él pasó varios meses fuera del set), ya que era una de las primeras veces que trabajaba en un proyecto de The Last of Us sin él, pero él insistió en que confiara en Mazin.
Kelsey Andries, quien interpretó a la infectada en la escena de lucha libre, sufrió un ojo morado mientras filmaba la escena de lucha.  Merle Dandridge, quien interpretó a Marlene en los juegos y la serie de televisión, encontró que la apertura fría proporcionó un contexto importante para la relación entre Marlene y Anna, y estaba feliz de trabajar junto a Johnson nuevamente.  Intentó olvidar su actuación en el juego y centrarse en las diferencias contextuales en las escenas de Marlene con Joel, notando particularmente las diferencias en el guion y la ubicación.  Dandridge lloró mientras grababa el reemplazo automático de diálogo para el episodio (algo nuevo para ella) porque la muerte de Anna le pareció muy emotiva.  Comentó que "lo pasó muy mal" mientras filmaba las escenas finales de Marlene, en parte debido a las abrumadoras emociones de la decisión del personaje y sus consecuencias.  Laura Bailey tuvo un cameo como enfermera, el mismo personaje que interpretó en el juego;  también interpretó a Abby en The Last of Us Part II (2020).  Bailey había solicitado una aparición en la serie. Según Mazin, ella lloró mientras miraba el escenario del hospital. 

### Rodaje
Nadim Carlsen trabajó como director de fotografía del episodio.  La producción se llevó a cabo en Grande Prairie a principios y mediados de mayo de 2022;   el equipo buscaba al menos entre 20 y 30 extras para la producción.  El diseñador de producción John Paino pensó que su equipo tendría que construir el escenario del hospital,  pero las secuencias se filmaron en pisos no utilizados del Hospital Queen Elizabeth II.    El equipo de Paino repintó y envejeció el hospital y pintó los murales del ala pediátrica para que combinen con el juego. Añadió luces de construcción para "dar un ambiente oscuro y melancólico" y demostrar que el hospital funcionaba con generadores portátiles, así como barreras de plástico para reflejar el aislamiento de los infectados inmediatamente después del brote.
Las escenas de jirafas se crearon en varias ubicaciones,  incluido un estudio de sonido para el sitio de construcción y una plataforma en el Zoológico de Calgary, que alberga tres jirafas.  La tripulación ayudó a los cuidadores del zoológico a colocar pantallas verdes dentro del recinto para ayudar con los efectos visuales; esto se hizo gradualmente durante un mes y medio para garantizar que las jirafas permanecieran cómodas.  Pedro Pascal y Bella Ramsey, que interpretan a Joel y Ellie, estaban en un balcón del recinto y los cuidadores del zoológico acostumbraron a las jirafas a ser alimentadas por extraños.  Paino consideró la secuencia "probablemente la composición más complicada de [efectos visuales] escenario, escenografía y ubicación en la que he trabajado". 

## Recepción

### Transmisión y audiencia
El episodio se emitió en HBO el 12 de marzo de 2023,  seguido de un especial de 31 minutos que narra la producción de la serie.  El episodio tuvo 8.2 millones de espectadores en Estados Unidos en su primera noche, incluyendo espectadores lineales y transmisiones en HBO Max, un aumento del 75 por ciento con respecto al episodio de estreno.  En televisión lineal, tuvo 1,04 millones de espectadores, con un share de rating de 0,33.  Tuvo más de 3 millones de espectadores en el Reino Unido, superando al final de la primera temporada de House of the Dragon como el final más visto de Sky para una serie debut estadounidense; alrededor de 1,2 millones de espectadores lo vieron en Sky Atlantic.

### Respuesta crítica
En el agregador de reseñas Rotten Tomatoes, "Look for the Light" tiene un índice de aprobación del 89 por ciento basado en 36 reseñas, con una calificación promedio de 8.8/10. El consenso crítico del sitio web calificó el episodio como "de ritmo rápido hasta el punto de parecer innecesariamente abreviado", y terminó "con un cambio de actitud moralmente ambiguo que dará a los espectadores mucho que reflexionar". Los críticos elogiaron la química entre Pascal y Ramsey. Varios críticos elogiaron la variedad con la que Pascal demuestra terror, fragilidad y rabia.  Noel Murray, del New York Times elogió la representación única que Ramsey hizo del bloqueo emocional de Ellie, señalando que "está claramente perdida en sus propios pensamientos, pero nunca es completamente insensible".  A David Cote del AV Club le gustó el conmovedor discurso final de Ramsey,  y David Sims de The Atlantic los llamó "muy acertados al transmitir la sospecha de Ellie" en las escenas finales.  Bernard Boo de Den of Geek disfrutó de la inclusión de Johnson como Anna,  y Bradley Russell de Total Film elogió su interpretación simultánea del "dolor y el instinto maternal". 
Los críticos elogiaron la dirección de Abbasi y la cinematografía de Carlsen.  Cote de AV Club destacó el encuadre de la emboscada de Firefly y comparó favorablemente la secuencia de acción con la cámara en tercera persona del juego.  Darren Mooney de The Escapist elogió la decisión de Abbasi de centrar la cámara en la perspectiva de Joel durante la escena de acción, haciéndola más brutal e inquietante.  Rafael Motamayor de /Film elogió el uso de decorados prácticos en el campamento médico militar, pero consideró decepcionantes los efectos visuales de la escena de la jirafa.  La banda sonora de Santaolalla recibió elogios, particularmente la música triste durante la secuencia de acción;    Russell de Total Film consideró que la música de la escena estaba entre las más fuertes de la temporada y elogió la creciente tensión de la pista final.  El set de Salt Lake City fue nominado a Entorno Creado Destacado en los 22º Premios de la Sociedad de Efectos Visuales. 
Mooney, de The Escapist, describió el episodio como una "narración magistral", citando su final ambiguo y sus personajes inescrutables.  Varios críticos encontraron la escena de la jirafa conmovedora y agradable    y el comienzo frío y efectivo en su mensaje.   Murray del New York Times elogió la fragilidad de Ellie en sus escenas iniciales,  y Russell de Total Film disfrutó de la vulnerabilidad representada en su relación con Joel.  Boo de Den of Geek encontró "el alboroto asesino de Joel... casi perfecto" como arco de personaje, habiéndose construido a lo largo de la temporada;  Aaron Bayne de Push Square elogió la fidelidad de la brutalidad de la escena,  aunque Sam Adams de Slate sintió que Joel poseía una invulnerabilidad poco realista.  Lorraine Ali, de Los Angeles Times sintió que el episodio fue apresurado;  Bayne, de Push Square, sintió que el ritmo resultó en un impacto emocional menor que el juego.  Boo de Den of Geek lamentó la falta de una secuencia de acción final contra los infectados,  pero Tom Chang de Bleeding Cool encontró esta omisión como una mejora.